# 政重ゆうき
政重 ゆうき（まさしげ ゆうき、1987年3月28日 - ）は、女性パチンコ・パチスロライター。

## 略歴
福岡県北九州市出身。
高校卒業後、アパレル関連会社に就職するが早々に退職し上京。上京後は「でちゃう!ガール」として活動。当初は無名のモデル事務所に所属していたが、程なくプラチナムプロダクションに移籍。移籍後は「でちゃう!ガール」をメインにグラビアやレースクイーンなどの活動もしていた。
2012年頃に事務所を退所し、以後はフリーでタレント的な活動をしていた。その後、他事務所の知り合いの伝手で『今夜もドル箱V』（テレビ東京）や『山中秀樹のあそびにマジメ』（BSフジ）に出演。その頃、一緒にパチンコを打っていた友人の同級生であるマリブ鈴木を紹介され、2015年に『ぱちんこオリ術メガMIX』（ガイドワークス）でライターデビュー。
現在は『パチンコオリジナル実戦術』『パチスロ実戦術DVD』（共にガイドワークス）でのライター活動の他、スカパー!のパチンコ・パチスロ専門チャンネルなどの番組に出演している。

## 人物
元々は「政重友紀」（読みは同じ）だったが、2016年頃から「政重ゆうき」で活動している。
会社の先輩に連れられて初めてパチンコ店に行く。初めて打ったのはパチスロの『ジャグラー』で、目押しができるようになってからは毎日打つようになる。パチンコの楽しさは初めは分からなかったが、勧められて打った『花の慶次』で大勝ちしてパチンコも好きになった。
特に目的もなくただ都会に住みたいという思いだけで上京。元々は博多に住むつもりだったが、（東京には）若いうちに行った方がいいし飽きたら戻ればいいという軽い気持ちだった。ただ、東京に知り合いも伝手もなかったので、先ずはホテルに泊まりながらキャバクラの体験入店を繰り返してお金を稼ぎつつ家と仕事を探した。一週間ほどで全てを決め、一旦福岡に戻ってから本格的に東京に引っ越してきた。
「でちゃう!ガール」としてパチンコ店で仕事をした時、同じ店に来店イベントで来ていたライターを見て、好きなパチンコ・パチスロを打ってお金が稼げるライターになりたいと思ったのがライターになった動機。
『ガールズパチンコリーグ』（MONDO TV）では、引きの弱さと負けっぷりを「政重ってる（まさしげってる）」と揶揄されるなど負けキャラが定着している。

## 出演

### テレビ
- 今夜もドル箱V（テレビ東京） - 不定期出演（初出演は2014年2月25日）
- 山中秀樹のあそびにマジメ #36 - #48（2014年3月25日 - 2015年3月18日、BSフジ） - #36にゲスト出演、#37よりレギュラー出演
- 木村魚拓の窓際の向こうに #174（2015年7月12日、パチンコ★パチスロTV!）
- ガールズパチンコリーグ（MONDO TV）
  - ガールズパチンコリーグ・ホワイト（2015年12月 - 2016年9月）
  - ガールズパチンコリーグ・ブラック（2016年10月 - 2017年9月）
  - ガールズパチンコリーグ・クリスタル（2017年10月 - 2016年9月）
  - ガールズパチンコリーグ・プラチナ（2018年10月 - 2019年9月）
  - ガールズパチンコリーグ・サファイア（2019年10月 - 2020年12月）
  - ガールズパチンコリーグ・ルビー（2021年1月 - 2022年11月）
  - ガールズパチンコリーグ・スーパー（2022年12月 - 2023年7月）
  - ガールズパチンコリーグ・パシフィック（2024年5月 - 2025年3月）
  - ガールズパチンコリーグ・セントラル（2025年3月 - ）
- 魚拓と成瀬のツキとGとスッポンぽん theゴールデン! マジでレギュラー欲しいやつ、かかってこいやSP!（2015年12月31日、パチ・スロ サイトセブンTV）
- 魚拓と成瀬のツキとスッポンぽん（パチ・スロ サイトセブンTV） - #102（2016年8月14日）で初出演、パチンコ回に不定期出演
- 王庭伝説（テレビ埼玉） - 不定期出演
- 王庭伝説外伝 #1,#4,#5,#7（2017年1月8日,4月9日,5月14日,7月9日、テレビ埼玉）
- ういちとヒカルのおもスロい人々 #314,#315（2018年10月18日,25日、パチ・スロ サイトセブンTV）

### パチンコ
- スロドル（2023年3月、コナミアミューズメント）[1]

## 作品

### イメージDVD
- 処女撮（2010年10月29日、グラッソ）

## 雑誌
- 週刊ポスト 2019年3月29日号（小学館） - グラビア「パチンコ&パチスロライタービキニでフィーバー」